# Kafka på stranden
Kafka på stranden er en roman af den japanske forfatter Haruki Murakami fra 2002.
Bogen er blevet beskrevet som "en vidunderlig magisk roman om livet, kærligheden og døden."